# Kelly Gale
Kelly Olivia Gale (Göteborg, 14 maggio 1995) è una supermodella svedese.

## Biografia
Kelly Gale è una modella svedese di origine indiana e australiana, infatti la madre è di Poona, in India mentre suo padre è di Tatura, Victoria (Australia).
Kelly è stata coinvolta nello sport da tenera età. Ha giocato a calcio con Näsets SK in Göteborg e a tennis da quando aveva sette anni. Ha frequentato la Näset Skolan e Göteborgs Hogre Samskola
All'età di 13 anni, è stata scoperta da un agente di modelle fuori da un negozio di caffè a Göteborg. Ha iniziato la sua carriera un anno dopo, ed il suo primo lavoro è stato per H&M.
Nel 2019 ha iniziato a frequentare Joel Kinnaman.

## Carriera
La sua prima grande sfilata è stata per Chanel nel 2012.
Ha partecipato al Victoria's Secret Fashion Show nel 2013, 2014, 2016, 2017 e 2018.
È stata protagonista in pubblicità e cataloghi di H&M e ALTO.
Ha sfilato per Azzedine Alaïa, Chanel, Tommy Hilfiger, Narciso Rodriguez, Vivienne Tam, Ralph Lauren, Christopher Kane, Reem Acra, Tom Ford, Jean Paul Gaultier, John Galliano, Academy of Arts, Diane von Fürstenberg, Nanette Lepore, L'Wren Scott, Houghton, Rag & Bone e Victoria's Secret.
È apparsa sulla copertina di Revue francese des Modes e in editoriali di Teen Vogue, Vogue Italia, Elle, Vogue India e Fortunato.
Nel 2016 appare nel video Duele el corazón di Enrique Iglesias. Nel mese di settembre è stata Playmate di Playboy.

## Agenzie
- Ford Models - New York, Parigi
- Why Not Model Management - Milano
- Elite - Londra, Barcellona
- Unique Models - Copenaghen

## Campagne pubblicitarie
- Bloomingdale's (2015)
- Bobbi Brown P/E (2017)
- Free People (2022)
- H&M (2014)
- Polo Ralph Lauren (2014-2015)
- Ports 1961 P/E (2024)
- Victoria's Secret A/I (2019)